# Francesco Foscari

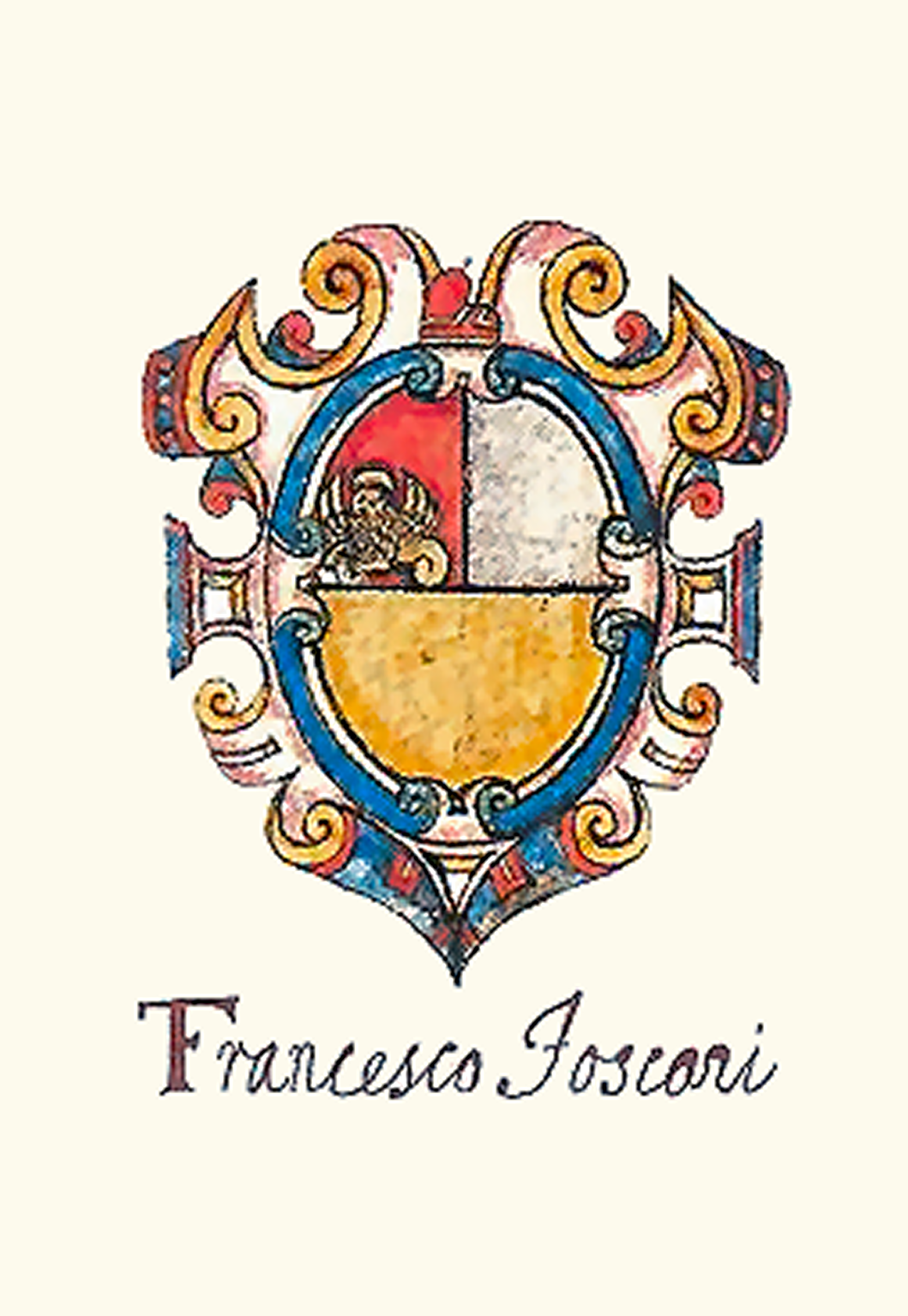
Brasão de Francesco Foscari

Francesco Foscari (Egipto, 1373 - 1 de novembro de 1457) foi o 65.º doge de Veneza. Eleito em 1423, sucedeu a Tommaso Mocenigo.

## Biografia
Francesco Foscari nasceu no Egito, onde o seu pai estava exilado. Aos 18 anos, toma contacto pela primeira vez com Veneza. Ao serviço da república, faz uma rápida e brilhante carreira: aos 27 anos é senador, aos 31 membro do conselho dos Dez e aos 45 anos procurador de São Marcos. É também embaixador junto do imperador Segismundo I do Sacro Império Romano-Germânico, do sultão Maomé I, o Cavalheiro e de João Francisco de Mântua.
Foi descrito pelos seus contemporâneos como brilhante orador, com grande capacidade de persuasão e uma excelente memória.

### O dogado

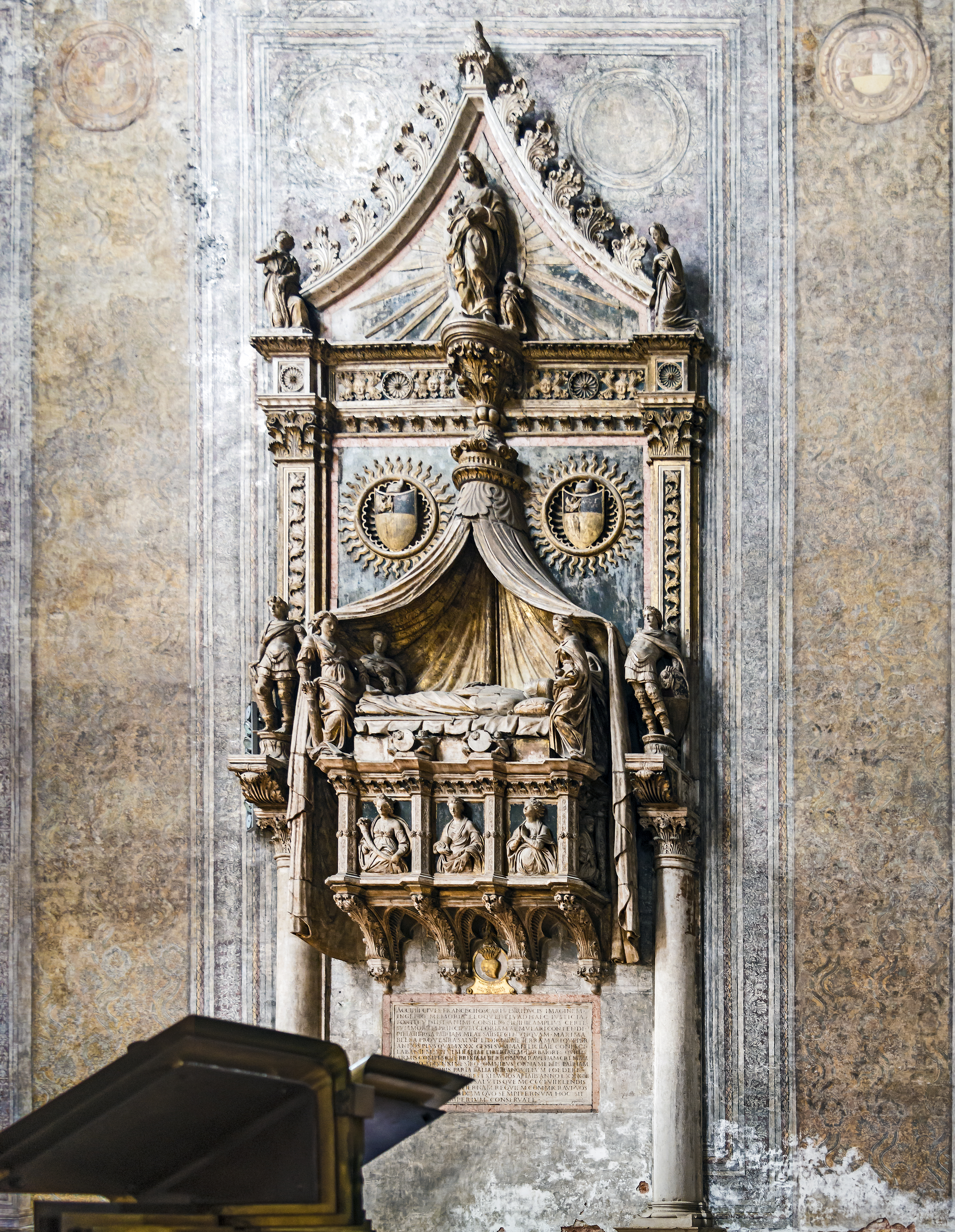
Sua sepultura.

Francesco Foscari foi eleito aos 49 anos em 15 de abril de 1423, sendo preferido a Pietro Loredano. Graças a si a República de Veneza conheceu o seu mais longo dogado, de mais de 34 anos, bem como a maior expansão territorial da sua história, reunindo numa só entidade o Véneto e o Friuli.
Pietro Loredano adotou uma atitude de hostilidade sistemática ao ponto de Foscari declarar um dia, perante o Senado, que não seria verdadeiramente doge enquanto tal oposição sistemática existisse.
Por coincidência, Pietro Loredano e seu irmão Marco morreram poucos meses depois; é possível um envenenamento, o que Jacopo Loredano fez gravar nas lápides funerárias antes de escrever nos seus livros de registos que os Foscari lhe deviam duas vidas.
Já o seu antecessor Tommaso Mocenigo dizia dele: « …Alguns de entre vós se inclinam para Messire Francesco Foscari; não vêem que é orgulhoso e mentiroso, que a sua fortuna é sem regras, que ele promete muito e dá pouco. Se for nomeado doge, vós sereis perpetuamente em guerra ».
O seu dogado foi caracterizado pela guerra contra os Visconti e depois contra os turcos, por lutas internas entre as grandes famílias e catástrofes naturais como a grande seca de 1424, as numerosas subidas das águas, o gelo da lagoa em 1431, que paralisou a cidade durante meses, o sismo de 1451 e a peste que matou quatro dos seus onze filhos.
Em 1430 Andrea Contarini, incitado pels Loredan, atentou contra a vida do doge apunhalando-o.
Em 5 de novembro de 1450 o chefe dos Decemviri, Ermolao Donato, foi assassinado. O único filho de Francesco Foscari ainda vivo, Jacopo Foscari, foi acusado da sua morte apesar da ausência de provas: Donato fá-lo condenar ao exílio por ter aceite ofertas de chefes de estado estrangeiros. Jacopo é torturado e depois exilado em Creta.
Em 1455, Jacopo escreveu a Francesco Sforza, duque de Milão, para lhe pedir interseção em seu favor junto do governo de Veneza. A carta chega ao conselho dos Dez ; de novo em Veneza, Jacopo reconhece ser o seu autor mas unicamente por causa do seu desejo de rever o seu país. É condenado ao exílio perpétuo em Creta e a prisão no primeiro ano.
É então que um nobre veneziano, Nicolo Erizzo, revela em seu leito de morte ser o verdadeiro assassino de Donato; muitos senadores decidem indultar Jacopo Foscari mas este morre nessa altura na prisão de Creta, em 1457.

### Abdicação e morte
O doge não recolhia a simpatia de certas famílias nobres por causa das longas guerras que empobreciam os cofres do estado. Elevado à dignidade de Decemvir em 1457, Jacopo Loredano trabalha para obrigar o doge a abdicar. Francesco Foscari desinteressa-se progressivamente pelos assuntos do estado, recusando-se a assistir às sessões do Conselho. Com a acusação de não estar presentes numa sessão, em 1457, três nobres do conselho dos Dez vão a sua casa e retiram-lhe os símbolos ducais e o anel, forçando-o a abdicar sob pena de confiscação de todos os seus bens. O velho doge então abdicou.
Em 31 de outubro de 1457, o som dos sinos da basílica de São Marcos anuncia a eleição do seu sucessor, Pasquale Malipiero, e isso afetou-o de tal modo que colapsa e morre.
Foscari está enterrado na Basílica de Santa Maria dei Frari, e o seu túmulo situa-se no presbitério face ao de Niccolò Tron.

## Diversos

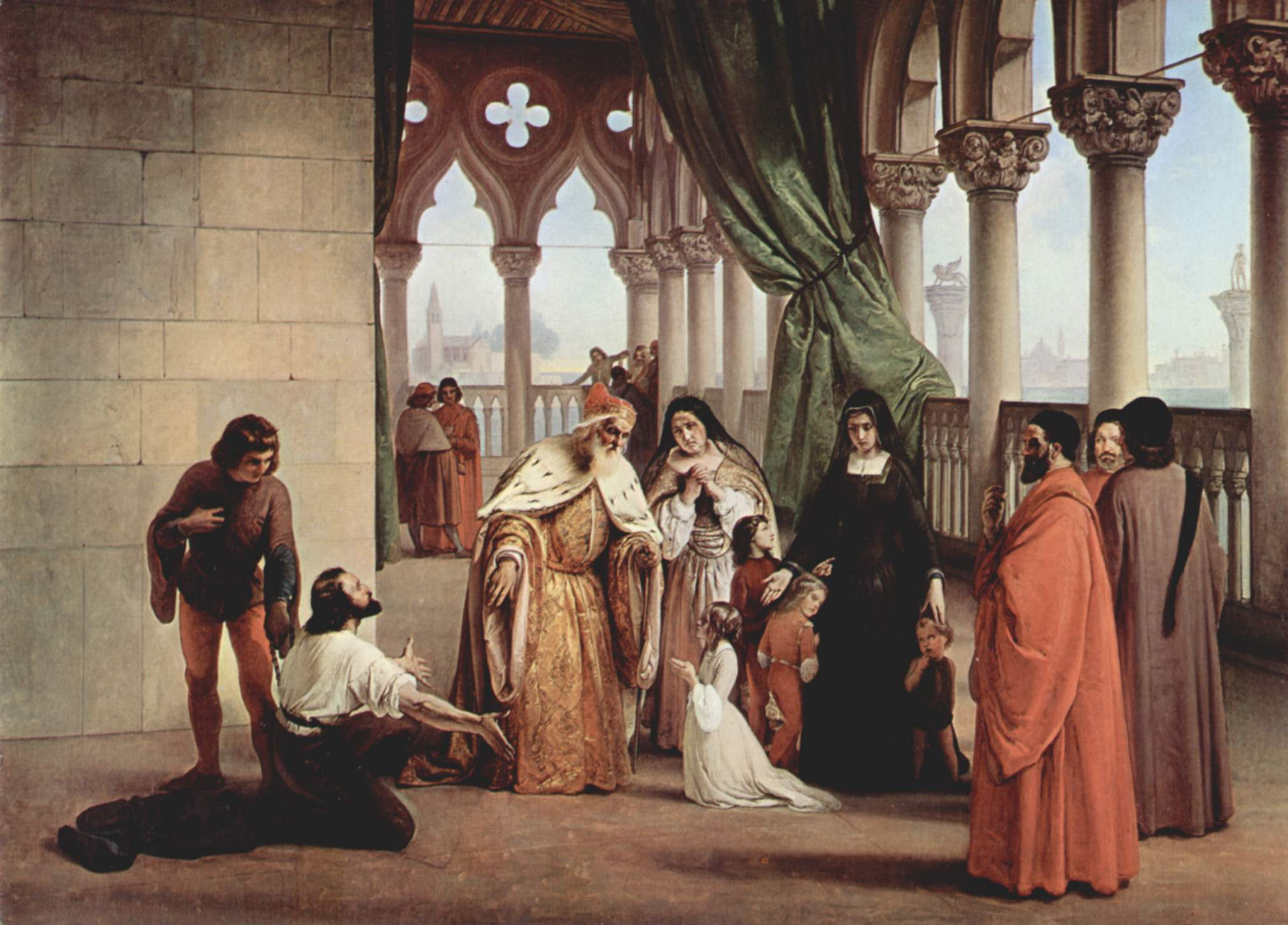
Os dois Foscari por Francesco Hayez

A história de Francesco Foscari inspirou um drama de Lord Byron, The two Foscari, a qual Verdi tomou para acção da sua opéra I due Foscari.